# 畑田站
畑田站（日语：／ Hatada eki */?）是一個位於日本香川縣綾歌郡綾川町、屬於高松琴平電氣鐵道（琴電）琴平線的鐵路車站，車站編號為K12，屬無人車站。

## 車站結構

### 站房
現時與鄰站插頭丘站一樣，皆採用了簡易車站的模式，沒有站房，並在月台上加建了有蓋的候車亭，以用作擺放候車座椅、簡易式自動售票機、對應出、入站的IC卡感應器及自動販賣機等設備。

### 月台
原設有側式月台2座，與圓座站可為列車可交換車站，但位於南端的另一個側式月台早已棄用，並殘留了部份的月台部份。現時使用中的為原北端月台，長度約為80公尺，可容納最長4輛編成的列車停靠，出入口設於月台中央位置，為無障礙斜道設計，屬於後來改建的設施。進站後，旁邊同樣建有約長10米的有蓋候車亭，包括候車座椅、簡易式自動售票機、投幣式公共電話、對應出、入站的IC卡感應器等。列車靠站時，往高松築港方向為左側上落，往琴平方向為右側上落。
在靠向陶站方向的月台末端設有梯級上落，旁邊的路軌上仍留有平交道的痕跡，相信是過往與已棄用側式月台間的連接通道。
| 路線     | 方向 | 目的地             | 備註 |
| -------- | ---- | ------------------ | ---- |
| ■ 琴平線 | 上行 | 高松築港方向       |      |
| ■ 琴平線 | 下行 | 瀧宮、琴電琴平方向 |      |

## 歷史
- 1926年12月21日：開業[1]。

## 使用狀況
| 1日上落人數推斷 | 1日上落人數推斷 |
| 年度            | 1日平均人數     |
| --------------- | --------------- |
| 2011            | 238             |
| 2012            | 241             |
| 2013            | 257             |
| 2014            | 274             |
| 2015            | 264             |
| 2016            | 260             |
| 2017            | 253             |
| 2018            | 255             |
| 2019            | 261             |
| 2020            | 221             |
| 2021            | 221             |
| 2022            | 203             |

## 相鄰車站
高松琴平電氣鐵道（琴電）
■琴平線
插頭丘 (K11) - 畑田 (K12) - 陶 (K13)

## 外部連結
- 高松琴平電鐵畑田站資訊 （页面存档备份，存于）（日語）